# ستانلي جوزيف أوت
ستانلي جوزيف أوت (بالإنجليزية: Stanley Joseph Ott) هو قسيس أمريكي، ولد في 29 يونيو 1927 في غريتنا في الولايات المتحدة، وتوفي في 28 نوفمبر 1992 في باتون روج في الولايات المتحدة بسبب سرطان الكبد.